# 26401 Sobotište
26401 Sobotište là một tiểu hành tinh vành đai chính với chu kỳ quỹ đạo là 1282.1218718 ngày (3.51 năm).
Nó được phát hiện ngày 19 tháng 11 năm 1999.